# ヴィルプラット
ヴィルプラット（英: Ville Platte）は、アメリカ合衆国ルイジアナ州の都市であり、エヴァンジェリン郡の郡庁所在地である。
2020年国勢調査における人口は6,303人であり、2000年調査時の8,145人と比較して減少となっている。市の名称はフランス語由来であり、「平らな町」を意味する。丘陵に富んだ北部の地形と比較して平坦であることから名づけられたものである。

## 歴史

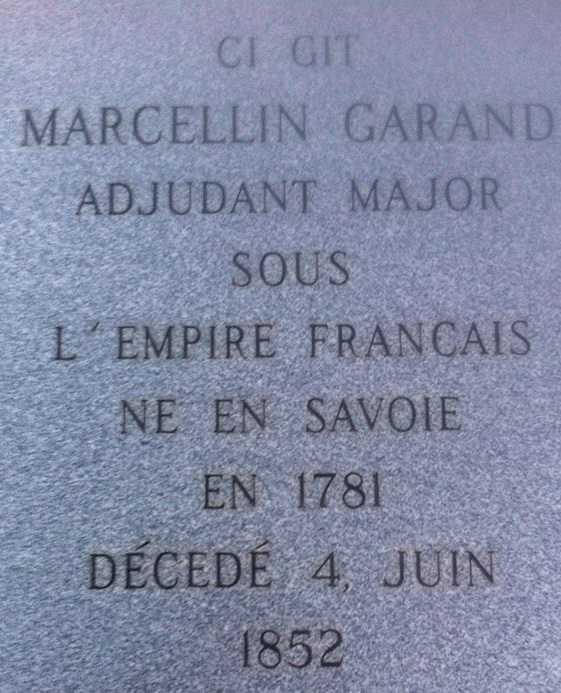
マーセリン・ガーランドの墓石（ヴィルプラット市、Old Ville Platte Cemetery

ヴィルプラット地域の周辺は、18世紀後半頃、ルイジアナ州がスペイン領だった頃に入植が始まったものと推測される。ヴィルプラット隣接区域への入植の最も初期の記録は1780年代となっている。
ヴィルプラットはナポレオン治世下のフランス帝国の軍副官であったマーセリン・ガーランドが設立したと言われる。1824年、ガーランドは現在のヴィルプラットの区画化された土地2区画のうちの1区画を取得した。もう一つの区画は、ドクター・ロバート・ウインデックスという人物が取得している。これらの区画は、ウィリアム・オードネガン地所からの取得となっている。この取り引きが現在のヴィルプラット市の始まりであると考えられている。
ヴィルプラット最初の郵便局がマーセリン・ガーランドを局長として1842年に設立された。ガーランドは1848年まで局長を務めている。

## 地理
ヴィルプラットは、エヴァンジェリン郡の東部に位置している。
アメリカ合衆国国勢調査局によると、ヴィルプラットはの面積は4.0平方マイル (10.4 km2)、うち0.25エーカー (0.001 km2)または0.01%が水地域である。
国道167号線が市の中心部を横断している。道路は一方通行であり、東方面行き道路はメイン・ストリート、西方向行きはラサール・ストリートとなっている。国道を南東方向に17マイル (27 km)行くとオペルーサスへ、東から北方面に52マイル (84 km)行くとアレクサンドリアに通じている。ルイジアナ州道10号線が市内で国道167号線と交差しているが、これを北西28マイル (45 km)行くとオークデイルに達する。
ルイジアナ州最大の州立公園であるチコット州立公園はヴィルプラットの北8マイル (13 km)に位置する。この公園は6,400エーカー (26 km2)に及ぶ丘陵地域と水地域のを有しており、多くの鹿、アライグマ、その他野生動物が生息する。

## 人口動態
| 人種                                               | 人口  | 比率   |
| -------------------------------------------------- | ----- | ------ |
| 白人（非ヒスパニック）                             | 1,864 | 29.57% |
| 黒人あるいはアフリカ系アメリカ人（非ヒスパニック） | 4,069 | 64.56% |
| ネイティブ・アメリカン                             | 6     | 0.1%   |
| アジア系                                           | 52    | 0.83%  |
| その他人種、混血                                   | 232   | 3.68%  |
| ヒスパニックまたはラテン系                         | 80    | 1.27%  |

2020年のアメリカ合衆国国勢調査によると、市内の人口は6,303人、世帯数は3,007世帯、1,686家族が暮らしている。

## 教育
エヴァンジェリン郡の公立学校はエヴァンジェリン郡教育委員会（Evangeline Parish School Board）によって運営されている。ヴィルプラットには以下の3つの学校がある：ジェイムズ・スティーヴンズ・モンテッソーリ・スクール（プリ・キンダーガーデンから4年生まで）、ヴィルプラット小学校（プリ・キンダーガーデンから4年生まで）、ヴィルプラット・ハイスクール（5年生から12年生まで）。
私立学校も2校ある。イエス聖心カトリック学校（Sacred Heart of Jesus Catholic School）は幼稚園から12年生のためのローマ・カトリック学校である。クリスチャン・ヘリテージ・アカデミーはプリ・キンダーガーデンから12年生のためのクリスチャン学校となっている。
セントランドリー郡の著名な保安官、キャット・ドゥーセはヴィルプラットで教育を受けている。

## 文化
ヴィルプラットは、ルイジアナ州のケイジャン・カントリーに位置している。燻製肉とスワンプ・ポップ・ミュージックで知られ、市はヴィルプラットを「世界の燻製肉の首都」と謳っている。また、ルイジアナ州議会は、スワンプ・ポップ・ミュージックの発展を支えた長く豊かな歴史を認め、ヴィルプラットを公式に「世界のスワンプ・ポップの首都」と指定した。
ヴィルプラットには、クレオールとケイジャンの重要な文化協会（料理、音楽、言語など）が複数存在する。ヴィルプラットは、アケイディアナ地域（いわゆるフレンチ・トライアングル地域）の北端に位置し、市内およびエヴァンジェリン郡には多くのフランス語話者が生活してきた歴史がある。また、同市はクレオール・ミュージック（ザディコのルーツ）発祥の地と言われるプレザンスの北側に位置する。ザディコは、ルイジアナの文化を代表する音楽として世界に知られるようになった。、
ヴィルプラットでは、年に2回の大きなフェスティバルが開催される。一つは、ルイジアナ・コットン・フェスティバルであり、もう一つはフェスティヴァル・デラ・ヴィアンド・ブッカネ（燻製肉祭）である。ヴィルプラットとその周辺の地域は、ルイジアナ州マムーで開催される伝統的なマルディグラに例年参加している。
ラジオ・パーソナリティのジム・スワローは地元AMラジオ局KVPIの声として、1954年から長きにわたりフランス語のニュースや月曜と水曜の朝の番組「La Tasse de Café（一杯のコーヒー）」のホストの一人として人気を博していたが、2021年に引退を表明。同年3月9日に83歳で死去した。彼はアケイディアナ地域では最も知られた声の一人であり、長年に渡りマムーのフレッズ・ラウンジから放送された「This Is Mamou Cajun Radio」のホストを務めた。
市内には、古い鉄道の停車場跡地を利用したルイジアナ・スワンプ・ポップ・ミュージアムがあり、アーティストのステージ衣装、楽器、レコードなど記念品が展示されている。

## 政治
元アメリカ合衆国下院議員、T.アッシュトン・トンプソンは1916年、ヴィルプラットに生まれた。彼は在任中の1965年にノースカロライナ州ガストニアでの交通事故の怪我によって死去した。彼の後任となったのはエドウィン・エドワーズであった。
ウォルター・L・リーは1956年から2012年までに56年間に渡り、エヴァンジェリン郡裁判所書記官を務めた。
2022年まで市長を務めたジェニファー・ヴィドリンは、市初の女性市長で初のアフリカ系の市長でもあった。彼女は2022年の市長選挙でライアン・レデイ・ウィリアムズ（アフリカ系男性）に敗北している。

## 著名な人物
- ダニー・アルドワン (元大リーグ野球選手)
- エドガー・チャットマン (元ニグロ・リーグ野球選手)
- ジョセフ・ヴァービス・ラフルール (米軍カトリック教会司教)
- ベネット・ランドラノー (元米軍少将)
- リコ・ノエル (元大リーグ野球選手)
- オースティン・ピートリー (ケイジャン・ミュージックのアーティスト)
- ルネー・L・デ・ルーエン (元アメリカ合衆国下院議員)

## 見どころ、観光名所
- チコット州立公園
- アレクシス・ラトゥール・ハウス（アメリカ合衆国国家歴史登録財に指定された歴史的な家屋）
- フラット・タウン・ミュージック（フロイズ・レコード・ショップ）